# Президентские выборы в США
Президентские выборы в США — определяют, кто станет Президентом в Соединённых Штатах Америки на следующие 4 года. Инаугурация избранного президента происходит 20 января следующего года после выборов.
Выборы проводятся в первый вторник ноября, раз в четыре года. Дата выборов и инаугурации президента и вице-президента США установлены в соответствии с Конституцией Соединённых Штатов.

## Номинация кандидатов от партий
Способ, которым каждая партия избирает своего кандидата, может быть различным и варьируется от штата к штату. Обычно партия сначала проводит в отдельном штате внутрипартийные первичные выборы (праймериз), на которых избираются делегаты на общенациональную партийную конвенцию. Кандидат, который на этой конвенции получит наибольшее число голосов, номинируется от партии на президентские выборы. Количество делегатов, принимающих участие в конвенции, каждая партия устанавливает для себя самостоятельно. Так, например, в 1980 году на конвенции Демократической партии был 3331 делегат, в то время как на конвенции Республиканской партии — 1994 делегата.

## Выборы

### Всеобщее голосование
См. также: Избранный президент США
Выборы проходят в начале ноября, в первый после первого понедельника этого месяца вторник. В этот день в стране проходит всенародное голосование, но, поскольку выборы в США непрямые, окончательно победителя выявляет только голосование коллегии выборщиков.

### Голосование выборщиков
Выборщики голосуют в первый понедельник после второй среды декабря, ровно на 43-й день после дня всенародного голосования. Выборщики не собираются вместе, а голосуют все в своих штатах. Потом специальная комиссия конгресса США подсчитывает голоса, и 6 января председатель сената объявляет окончательные результаты президентских выборов.